# Shizi, Guizhou
Shizi (kinesiska: 十字 ) är en socken i sydvästra Kina. Den ligger i stadsdistriktet Pingba i staden Anshun i provinsen Guizhou, omkring 43 kilometer väster om provinshuvudstaden Guiyang. Shizi är en etnisk minoritetssocken (族乡,"zu xiang")  för hui- och miao-folken.